# Bregwin
Bregwin (zm. 764) – arcybiskup Canterbury od 759 lub 761 roku.
Czczony jako święty; jego wspomnienie jest obchodzone 26 sierpnia.